# دریاچه نوجیری
دریاچه نوجیری (به ژاپنی: 野尻湖, Nojiri-ko)، در شهر شینانو، ناگانو، ناحیه کامیمینوچی، استان ناگانو، ژاپن قرار دارد.